# Vasilevičy
Vasilevičy (bělorusky Васiлевiчы, rusky Василевичи – Vasileviči) je město v Homelské oblasti v Bělorusku. K roku 2017 v nich žilo přes tři tisíce obyvatel.

## Poloha a doprava
Vasilevičy leží přibližně osmdesát kilometrů jihozápadně od Homelu. 
Jižně od Vasilevičů prochází dálnice M10, která přichází od východu od bělorusko-ruské hranice u Dobruše přes Homel a kolem Rečycy a pokračuje dál kolem Mazyru a Pinsku do Kobrynu.

## Dějiny
Vasilevičy byly založeny v 16. století. Městem jsou od roku 1971.